# كلير برايس
كلير برايس (بالإنجليزية: Claire Price)‏ هي ممثلة بريطانية، ولدت في 4 يوليو 1972 في المملكة المتحدة.

## أعمال

### أفلام
- (2015) فندق بست إكزوتك ماريجولد الثاني[5]

## وصلات خارجية
- كلير برايس على موقع IMDb (الإنجليزية)
- كلير برايس على موقع ألو سيني (الفرنسية)
- كلير برايس على موقع أول موفي (الإنجليزية)
- كلير برايس على موقع قاعدة بيانات الفيلم (الإنجليزية)
- كلير برايس على موقع كينوبويسك (الروسية)